# Limnitsia
La rivière Limnytsia (en ukrainien : Лімниця, en polonais : Łomnica ; en russe : Ломница, Lomnitsa) est un cours d'eau d'Ukraine et un affluent droit du Dnister.

## Géographie

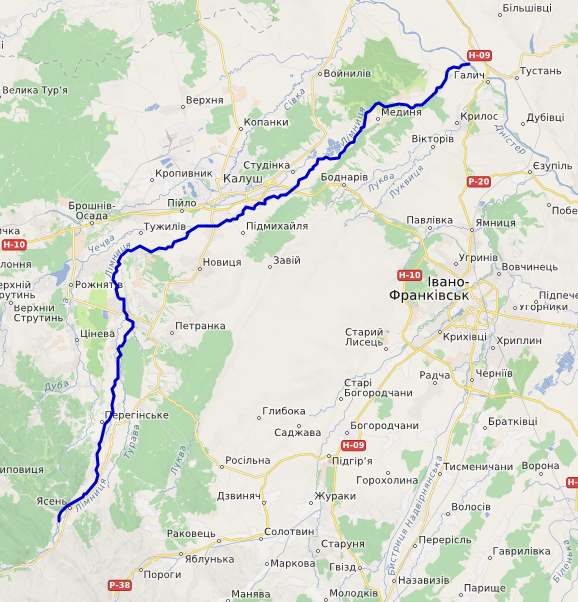

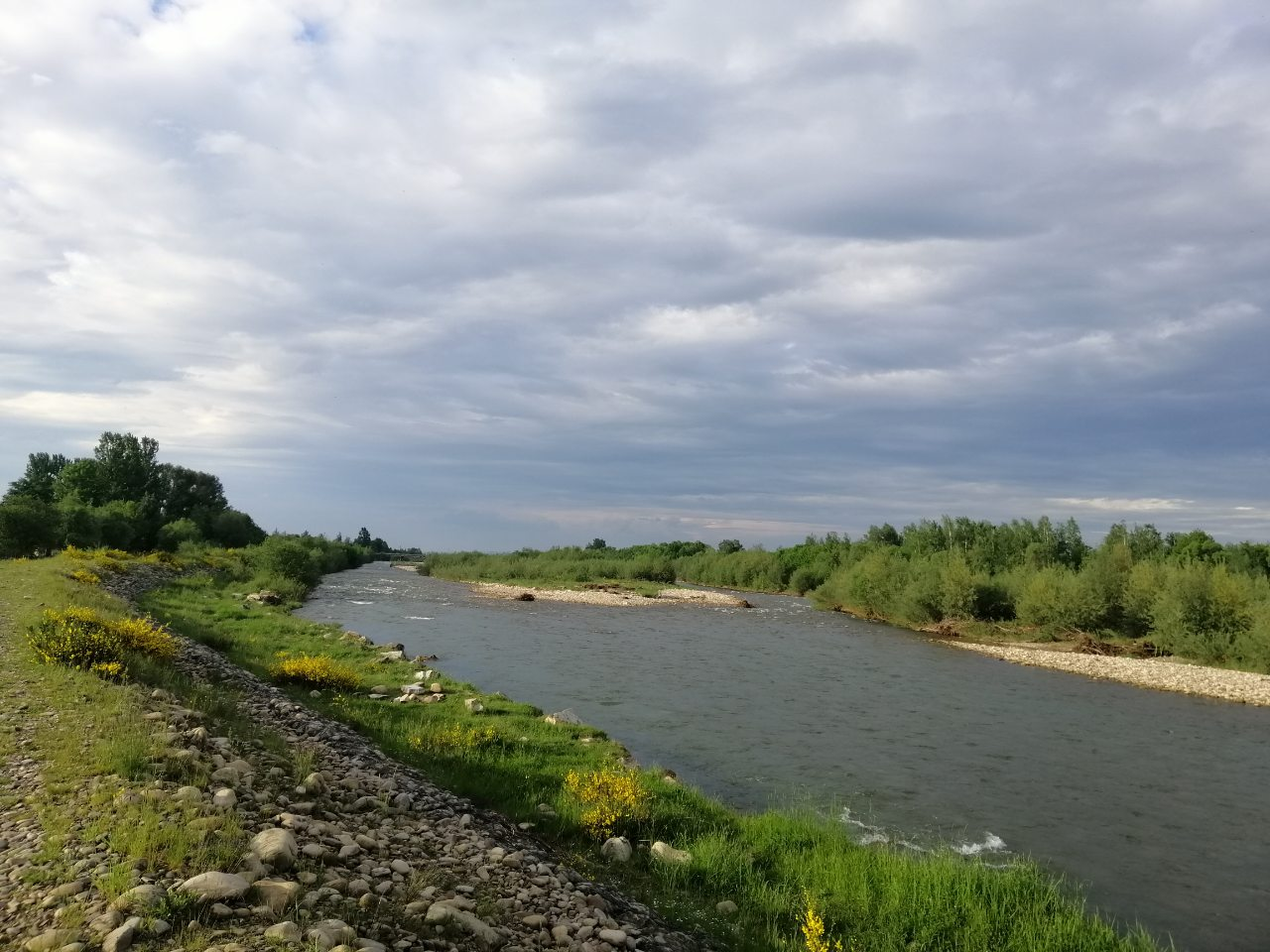
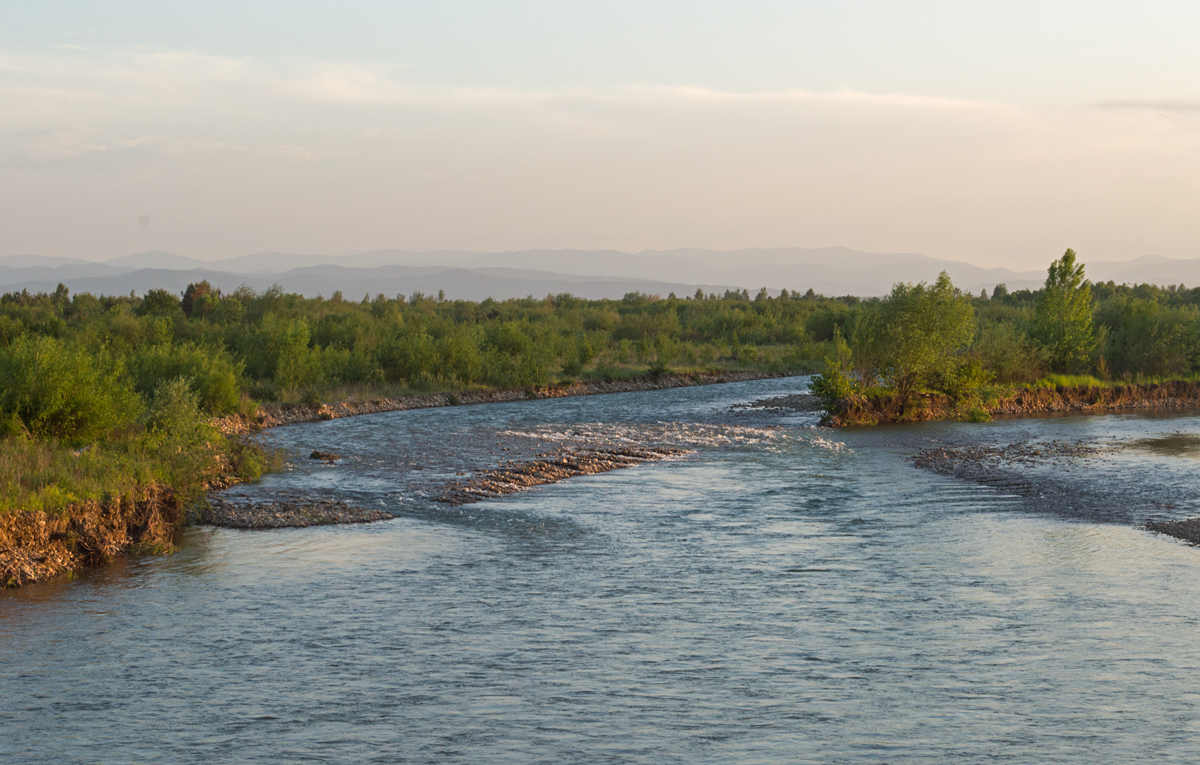
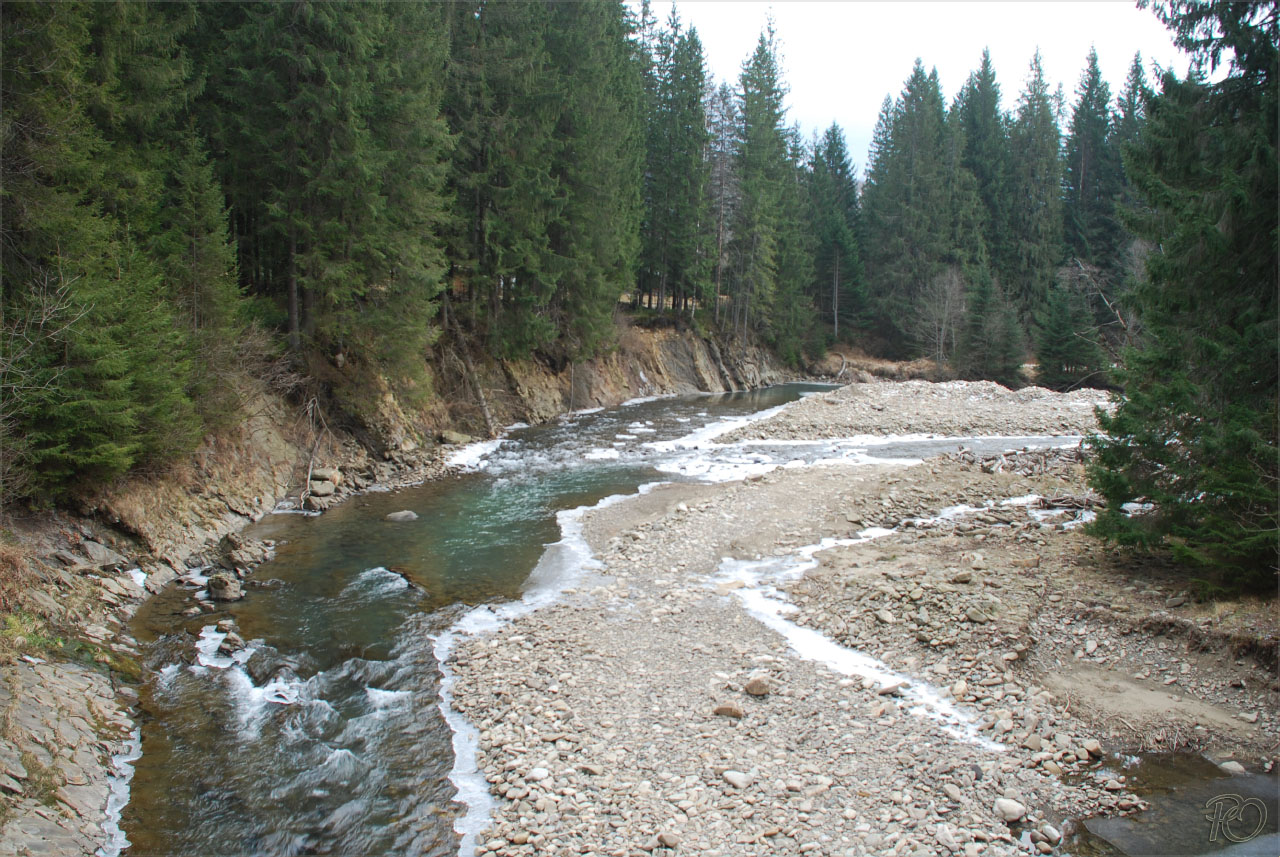

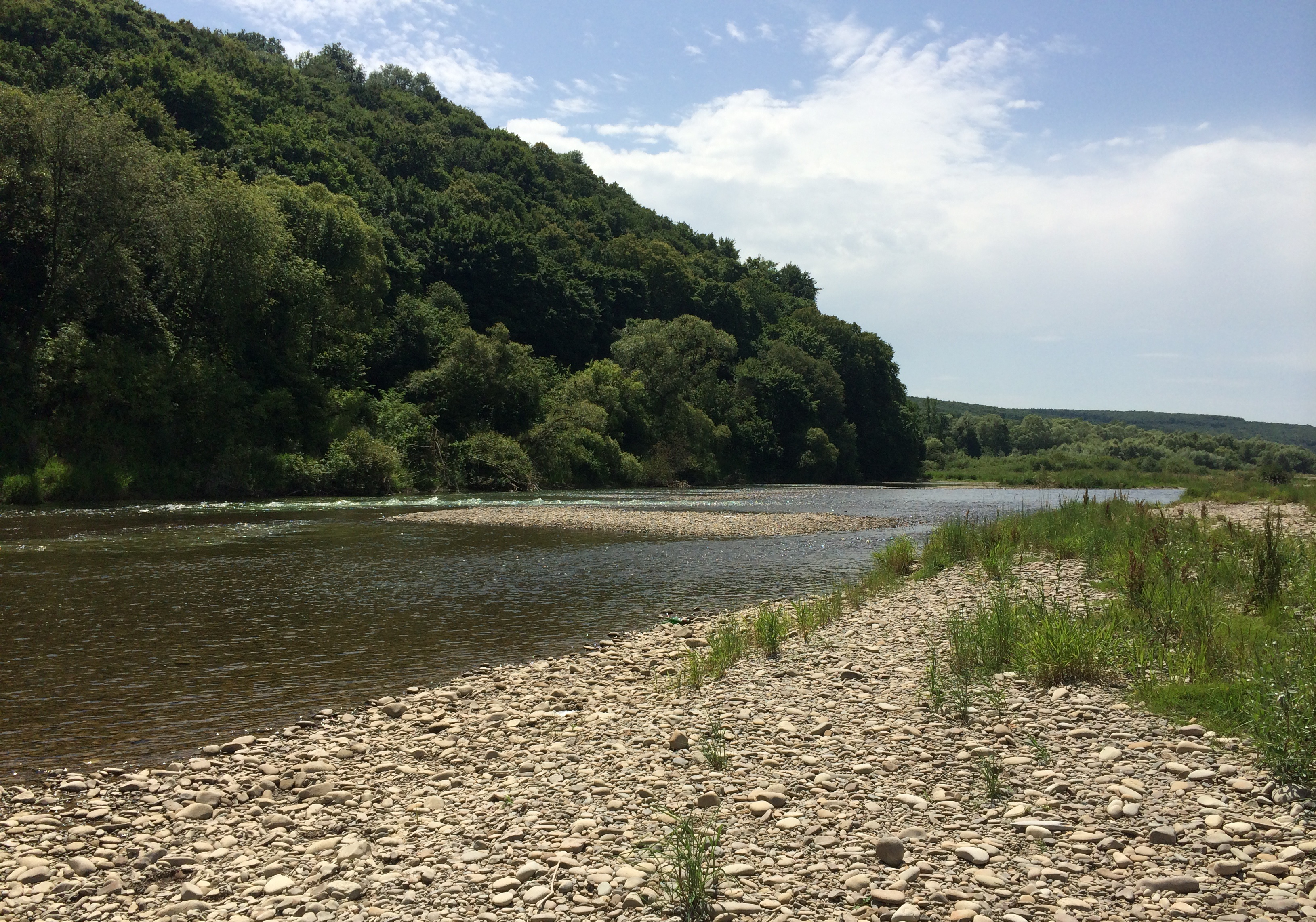
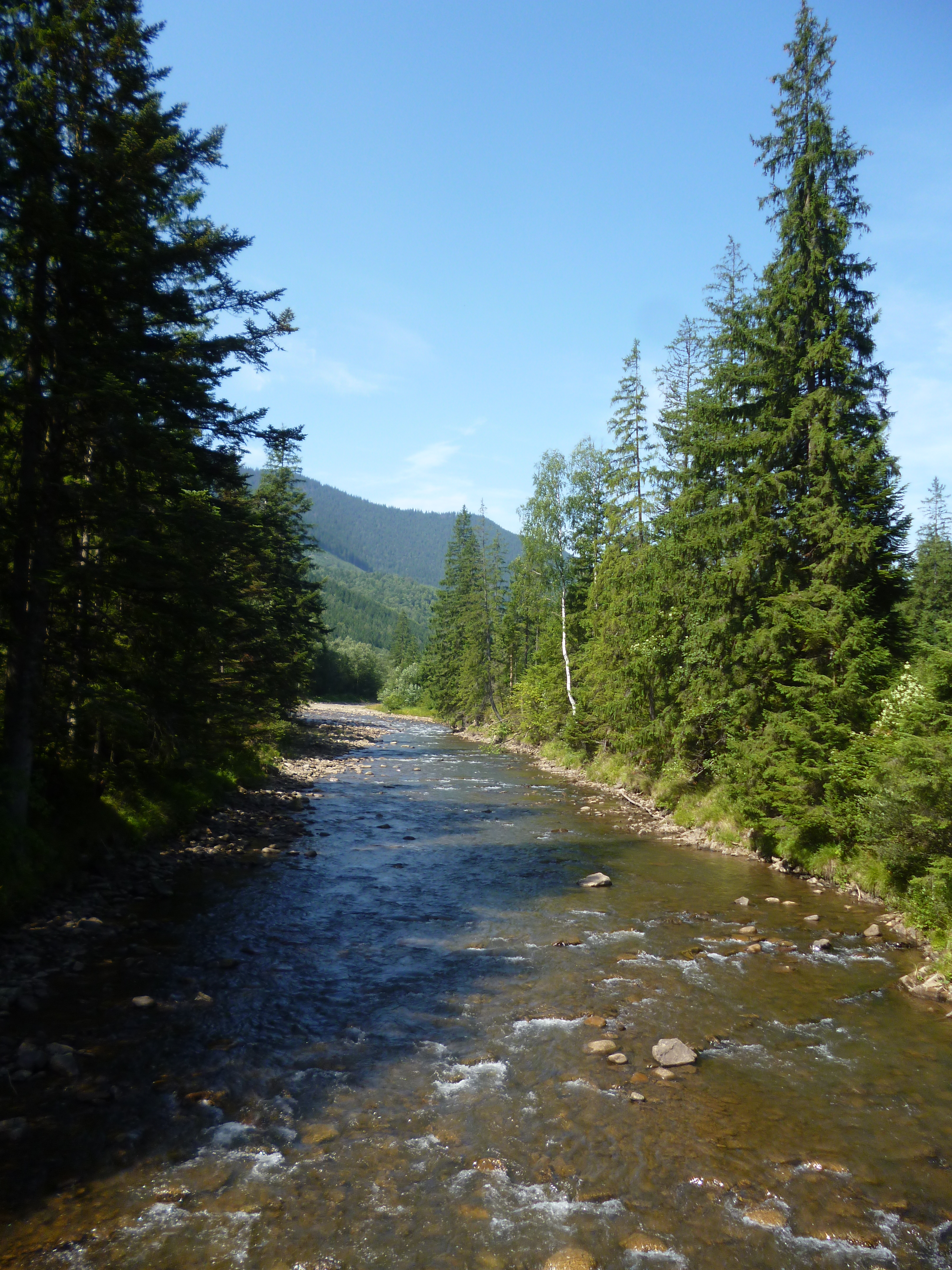
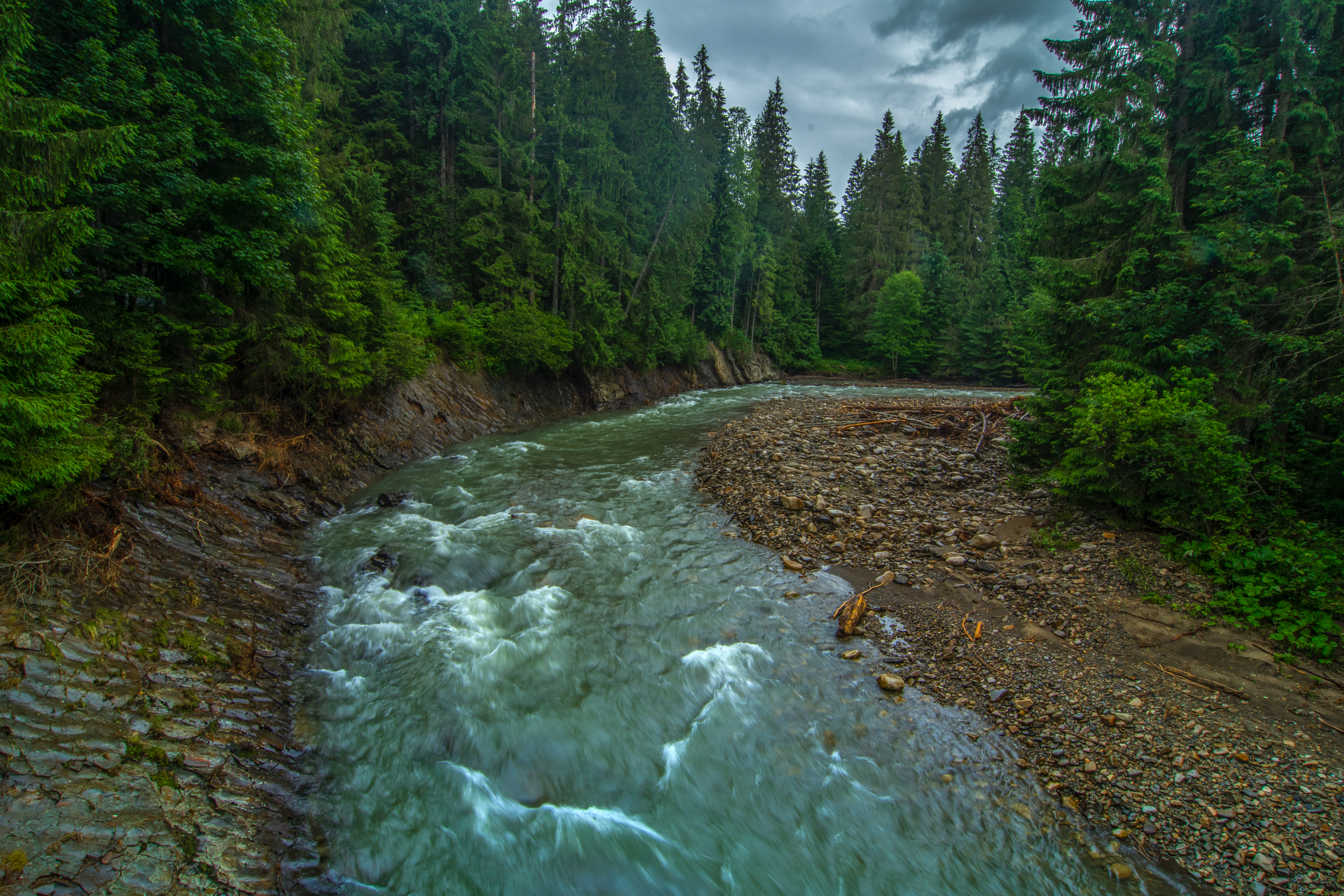
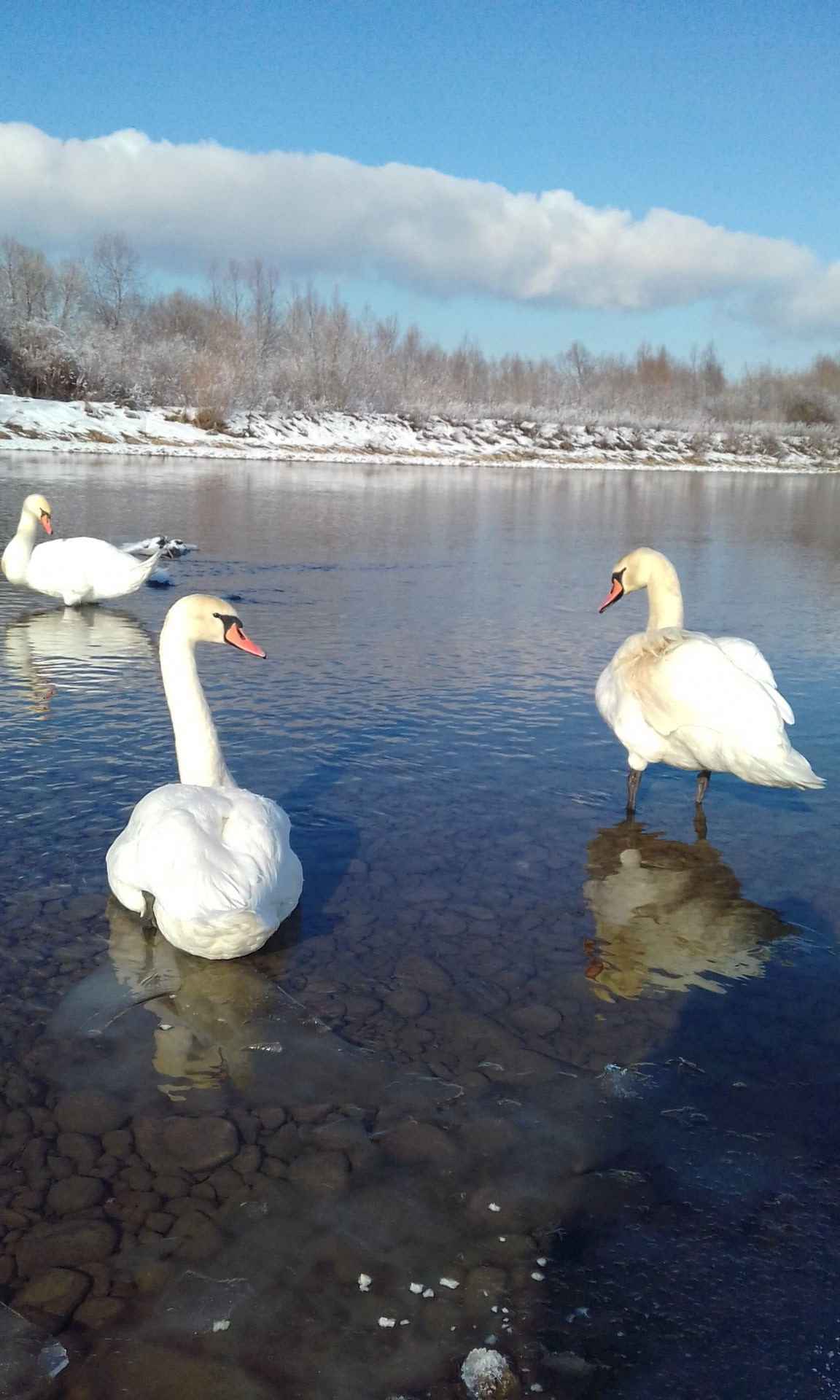

La Limnytsia arrose l'oblast d'Ivano-Frankivsk, dans l'ouest de l'Ukraine. Elle prend sa source sur le flanc nord des monts Gorgany, dans les Carpates orientales, à une altitude de 1 150 m et se dirige vers le nord-est. Elle se jette dans le Dniestr près de Halytch. La Limnitsia est longue de 122 km et draine un bassin de 1 580 km2. Dans la plaine, sa largeur est de 20 à 60 m. Sa pente est de 9,4 m/km. Elle a un régime pluvio-nival et atteint son débit maximal au printemps et en été. Son débit moyen est de 28 m3/s, mais peut atteindre jusqu'à 850 m3/s. La Limnitsia est gelée de 23 à 114 jours par an, généralement de fin décembre à mars..

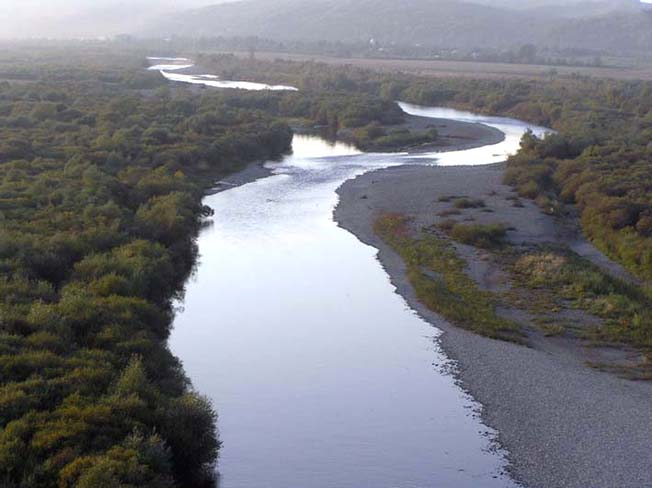
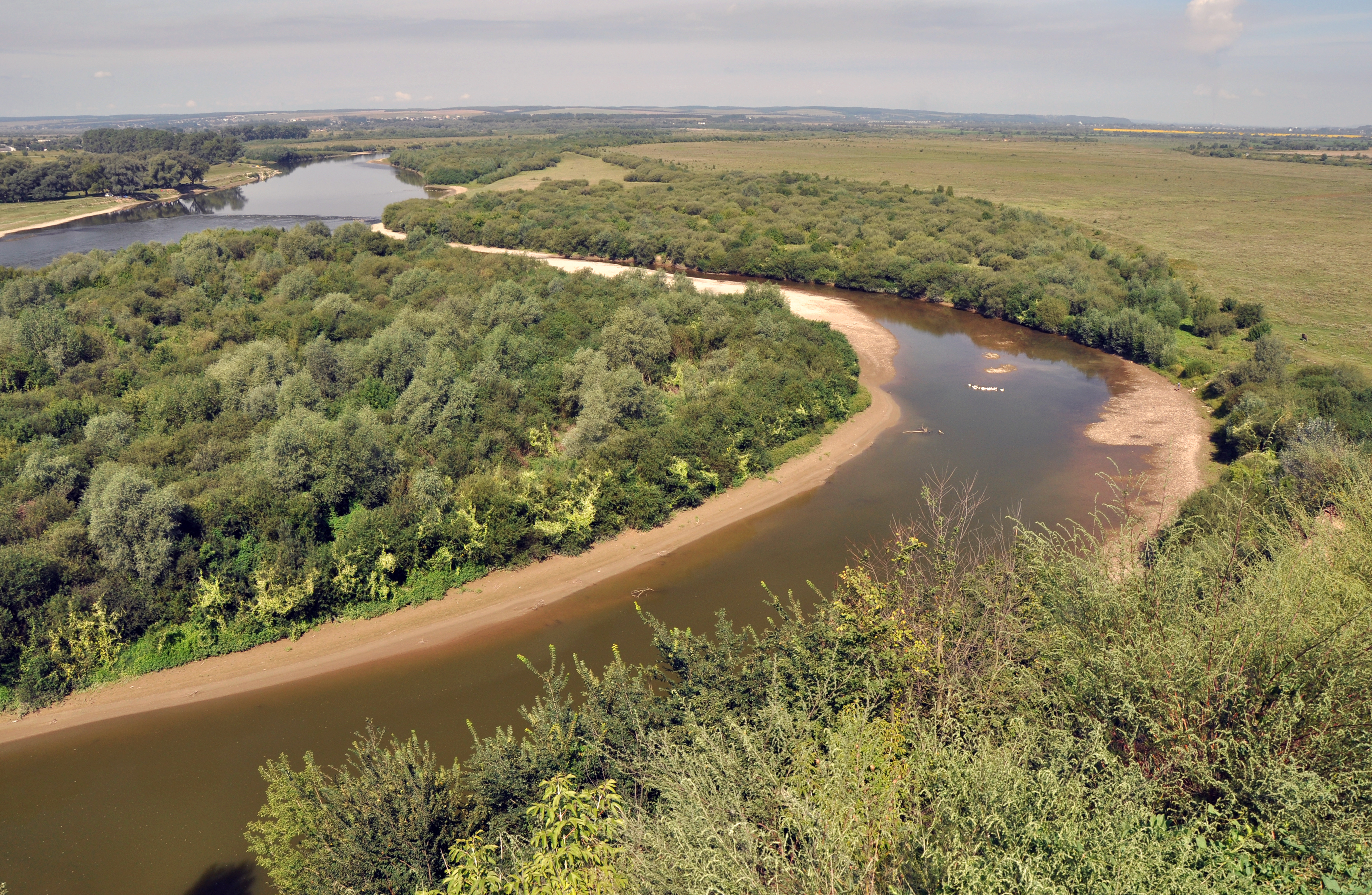
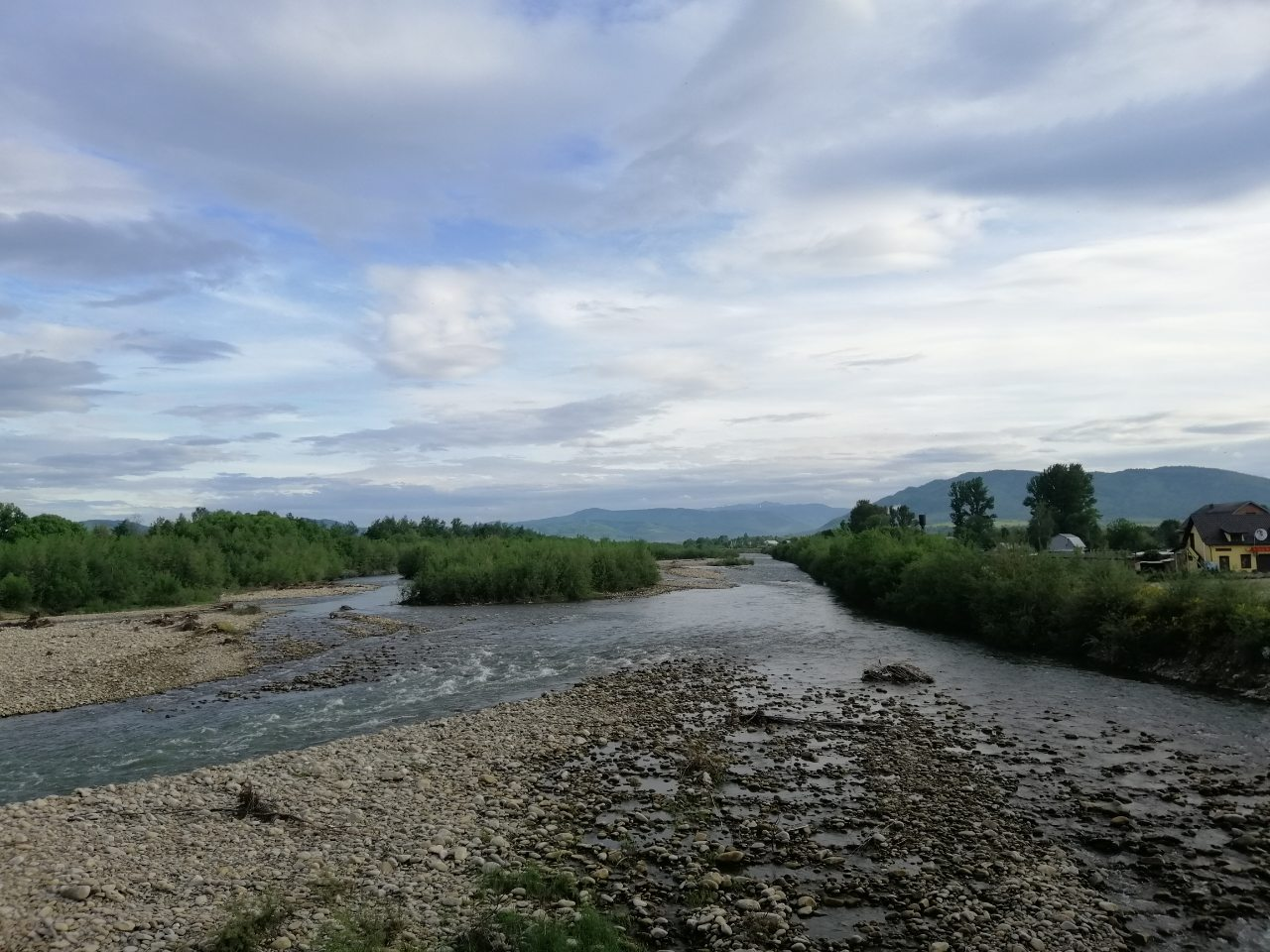

Elle arrose la ville de Kalouch.

## Source
- Grande Encyclopédie soviétique (ru)